# زمین‌لرزه ۱۳۹۱ زهان
زمین‌لرزه زهان، زمین‌لرزه‌ای بود با شدت ۵٫۶ ریشتر که در ساعت ۲۰:۳۸ شامگاه چهارشنبه ۱۵ آذر منطقهٔ زهان در استان خراسان جنوبی را لرزاند.
آمارها، از کشته‌شدن ۶ نفر و زخمی‌شدن ۱۴ نفر در این زمین‌لرزه حکایت دارد. پنج نفر از قربانیان این زمین‌لرزه ، اعضای یک خانواده بودند. همچنین در اثر این زمین‌لرزه، ۱۵ روستا بین ۲۰ تا ۸۰ درصد تخریب شدند.